# Tomislav Miličević

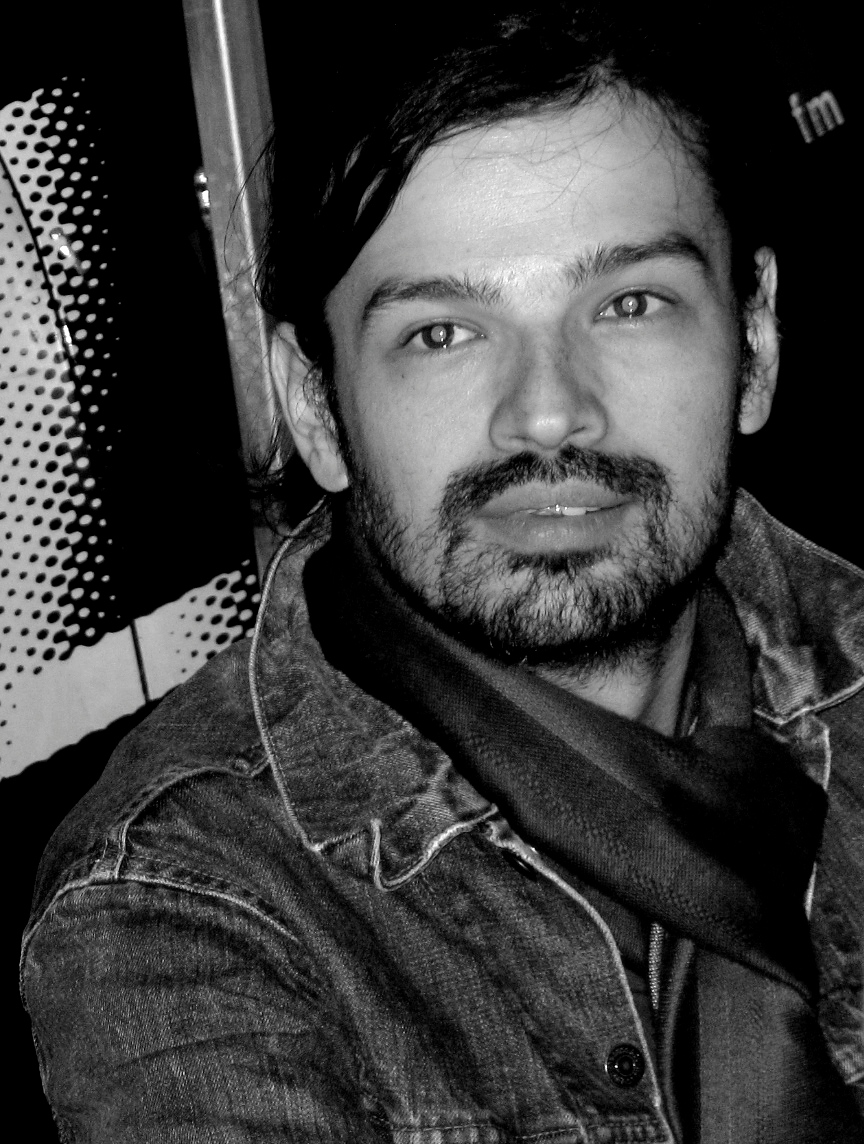
Tomo Miličević

Tomislav „Tomo“ Miličević (* 3. September 1979 in Sarajevo) ist ein bosnisch-US-amerikanischer Gitarrist. Er war bis 2018 der Gitarrist der Alternative-Rock-Band Thirty Seconds to Mars. 

## Leben
Miličević wurde in Sarajevo geboren und kam als Kind mit seinen Eltern in die USA. Er ist in Detroit, Michigan aufgewachsen und hat eine ältere Schwester, die Schauspielerin Ivana, und einen jüngeren Bruder. Seine Eltern, Tonka und Damir Miličević, betreiben ein Restaurant in Los Angeles.
Miličevićs Onkel ist Konzertviolinist und er hatte immer mit Musik zu tun. Er genoss eine klassische Musikausbildung; im Alter von drei Jahren begann er Violine zu spielen. Später entdeckte er andere Musik – Rock und Heavy Metal – und beschloss, Gitarre spielen zu lernen. Seine Eltern unterstützten Miličević in diesem Vorhaben und sein Vater baute mit ihm zusammen seine erste Gitarre, die er heute noch besitzt und auf dem Thirty-Seconds-to-Mars-Album A Beautiful Lie gespielt hat. Bis zum Alter von 19 Jahren spielte er weiterhin Violine.
Miličević ist gelernter Koch und Konditor und hat als Chefkoch und Chefkonditor in diversen Restaurants gearbeitet. Seine besondere Spezialität sind Hochzeitstorten.
Er war von Anfang an Fan der Band Thirty Seconds to Mars. Als die Band  2003 einen neuen Gitarristen suchte, konnte er die Bandmitglieder bei seinem Vorspiel überzeugen und wurde der neue Gitarrist der Band. Nachdem er bereits im März 2018 im Laufe der Monolith-Tour aus privaten Gründen eine Pause eingelegt hatte, verkündete er am 11. Juni 2018 über Twitter seinen Ausstieg aus der Band.
2010 gab er die Verlobung mit Vicki Bosanko über Twitter bekannt. Seit dem 5. Juli 2011 ist er mit ihr verheiratet.